# Raja bahamensis
Raja bahamensis es una especie de pez de la familia Rajidae en el orden de los Rajiformes.

## Morfología
Los machos pueden llegar a alcanzar los 51 cm de longitud total.

## Reproducción
Es ovíparo

## Hábitat
Es un pez de mar, y de aguas profundas que vive entre 388–412 m de profundidad.

## Distribución geográfica
Se encuentra en el océano Atlántico occidental central: las Bahamas.

## Observaciones
Es inofensivo para los humanos.